# Hombres de Trawniki

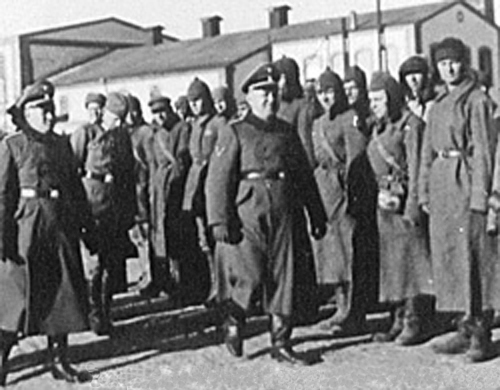
Inspección de los Trawnikimänner (algunos de ellos, todavía con Budionovkas soviéticos) por el SS-Hauptsturmführer Karl Streibel (sonriendo) en la división de entrenamiento SS Trawniki. Como hiwis, tenían la tarea de liquidar guetos judíos en la Polonia ocupada.

Los hombres de Trawniki (en alemán: Trawnikimänner) fueron colaboradores de Europa Central y del Este reclutados en campos de prisioneros de guerra establecidos por la Alemania nazi para soldados del Ejército Rojo soviético capturados en las regiones fronterizas durante la Operación Barbarroja lanzada en junio de 1941. Miles de estos voluntarios sirvieron en territorio del Gobierno General de la Polonia ocupada hasta el final de la Segunda Guerra Mundial. Los Trawnikis pertenecía a una categoría de Hiwis (abreviatura alemana para Hilfswilliger, literalmente "aquellos dispuestos a ayudar"), fuerzas auxiliares nazis reclutadas de sujetos nativos.
Entre septiembre de 1941 y septiembre de 1942, las SS y la policía alemana entrenaron a 2.500 hombres de Trawniki conocidos como Hiwi Wachmänner (guardias) en un campo especial de entrenamiento de Trawniki; para el total de 5.082 hombres en servicio activo antes de finales de 1944. Streibel organizó a los Trawnikimänner en dos batallones SS de la Sonderdienst. Se sabe que unos 1.000 Hiwis se escaparon durante las operaciones de campo. Aunque la mayoría de los hombres de Trawniki o Hiwis provenían de los prisioneros de guerra, también había Volksdeutsche de Europa del Este, valorados por su habilidad para hablar ucraniano, ruso, polaco y otros idiomas de los territorios ocupados. Todos los oficiales en el campamento de Trawniki eran Reichsdeutsche, y la mayoría de los comandantes de escuadrón eran Volksdeutsche. Los civiles reclutados y ex prisioneros de guerra soviéticos incluyeron ucranianos, rusos, bielorrusos, estonios, letones, lituanos, tártaros, georgianos, armenios y azerbaiyanos. Los Trawnikis tuvieron un papel importante en la Operación Reinhard, el plan nazi para exterminar a los judíos. También sirvieron en campos de exterminio y jugaron un papel importante en la aniquilación del alzamiento de Varsovia (ver el Informe Stroop) entre otros.

## Rol de los hombres de Trawniki en la Solución Final
En 1941, Himmler ordenó a Globocnik que comenzara a reclutar principalmente auxiliares ucranianos entre los prisioneros de guerra soviéticos, debido a las estrechas relaciones en curso con el local ucraniano Hilfsverwaltung. Globocnik había seleccionado a Karl Streibel de la Operación Reinhard como la persona clave para este nuevo proyecto secreto. Streibel, con la ayuda de sus oficiales, visitó todos los campos de prisioneros de guerra para los soviéticos detrás de las líneas de la Wehrmacht que avanzaba, y después de un examen individual reclutó voluntarios ucranianos, así como letones y lituanos según lo ordenado.
Los hombres de Trawniki se reunieron en un centro de entrenamiento adyacente al campo de concentración de Trawniki construido para los judíos deportados del gueto de Varsovia. El complejo (con doble propósito en 1941-1943) se estableció en la aldea industrializada de Trawniki, a unos 40 kilómetros al sureste de Lublin, con líneas de ferrocarril en todas las direcciones en el territorio ocupado. A partir de ahí, los tiradores Hiwi se desplegaron en todos los principales sitios de exterminio de la Solución Final. Era su principal objetivo de entrenamiento. Tuvieron un papel activo en el exterminio de judíos en Belzec, Sobibor, Treblinka II, Varsovia (tres veces), Częstochowa, Lublin, Lvov, Radom, Cracovia, Białystok (dos veces), Majdanek y Auschwitz, sin mencionar la concentración de Trawniki un campamento en sí mismo, y los subcampos restantes del complejo de campamentos KL Lublin/Majdanek, incluidos Poniatowa, Budzyn, Kraśnik, Puławy, Lipowa, y también durante las masacres en Łomazy, Międzyrzec, Łuków, Radzyń, Parczew, Końskowola, Komarówka y todos los demás lugares, aumentados por las SS y la SchuPo, así como la formación del Batallón 101 de Policía de Reserva de la Ordnungspolizei. La Policía del Orden alemana realizó rodeos dentro de los guetos judíos en la Polonia ocupada por los alemanes, disparando a todos los que no podían moverse o intentando huir, mientras que los Trawnikis llevaron a cabo masacres civiles a gran escala en los mismos lugares.

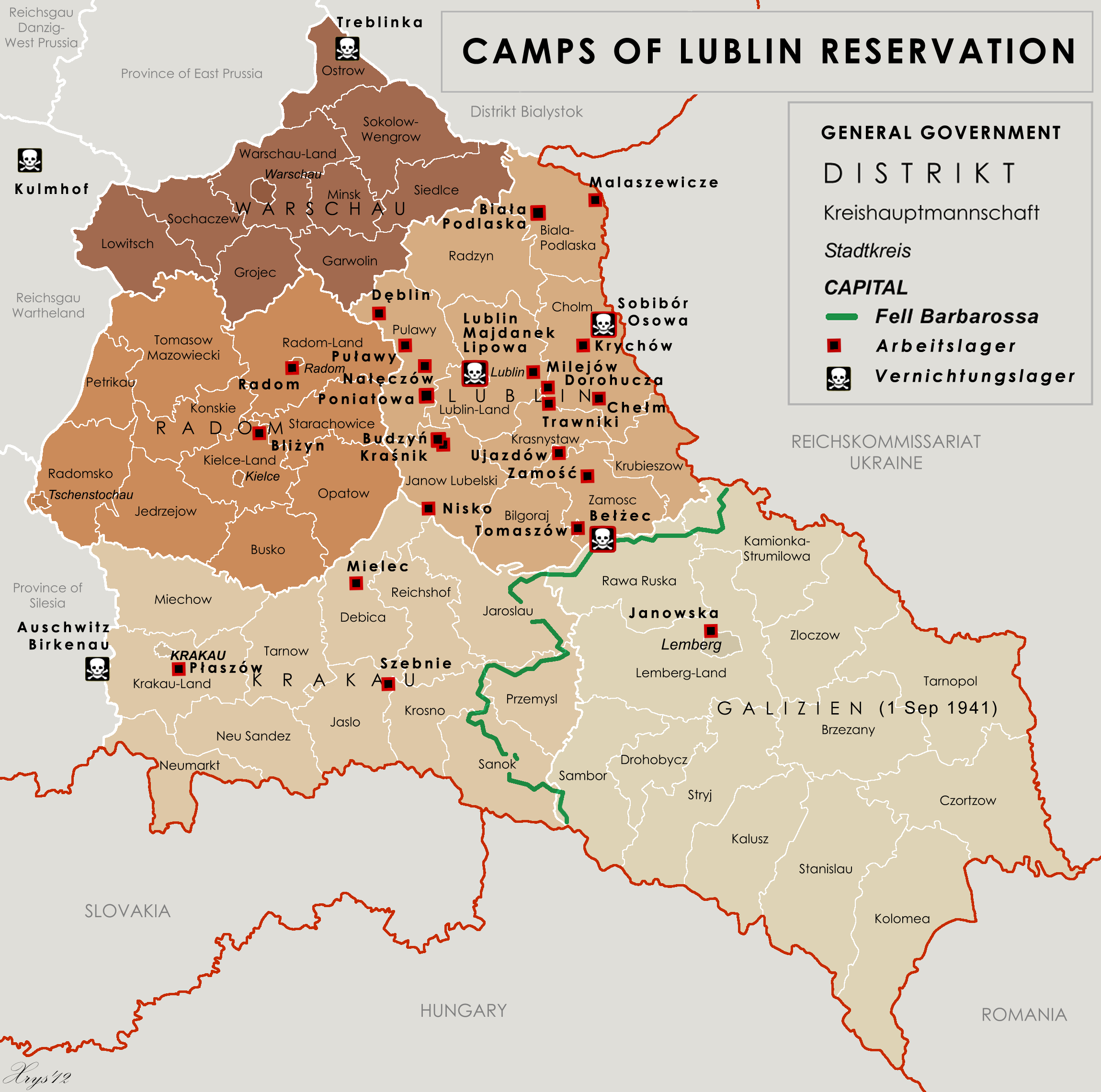
Ubicación del complejo de entrenamiento SS Trawniki entre los campamentos objetivo de la Reserva de Lublin (Gobierno General).

En cada uno de los campos de exterminio de la Operación Reinhard, los hombres Hiwi de Trawniki sirvieron como unidades de guardia de los Sonderkommando (entre 70 y 120 dependiendo de la ubicación) y fueron seleccionados para actuar como operadores de cámaras de gas. Quedaron bajo la jurisdicción del comandante del campo correspondiente. Casi todos los guardias de Trawniki estaban involucrados en disparar, golpear y aterrorizar a los judíos. El historiador ruso Sergei Kudryashov, que hizo un estudio de los hombres de Trawniki que servían en los campos de exterminio, afirmó que había pocos signos de atracción por el nacionalsocialismo entre ellos. Afirmó que la mayoría de los guardias se ofrecieron como voluntarios para abandonar los campos de prisioneros de guerra y/o por interés propio. Por otro lado, el historiador del Holocausto Christopher R. Browning escribió que los Hiwis "fueron evaluados en base a sus sentimientos anticomunistas y, por lo tanto, casi invariablemente antisemitas". A pesar de las opiniones generalmente apáticas de los guardias de Trawniki, la gran mayoría cumplió fielmente las expectativas de las SS en el maltrato de los judíos. La mayoría de los hombres de Trawniki ya ejecutaron a judíos como parte de su capacitación laboral. De manera similar al libro Ordinary Men de 1992 de Christopher Browning, Kudryashov argumentó que los hombres de Trawniki eran ejemplos de cómo la gente común podría convertirse en asesinos dispuestos.

### Operaciones de asesinato

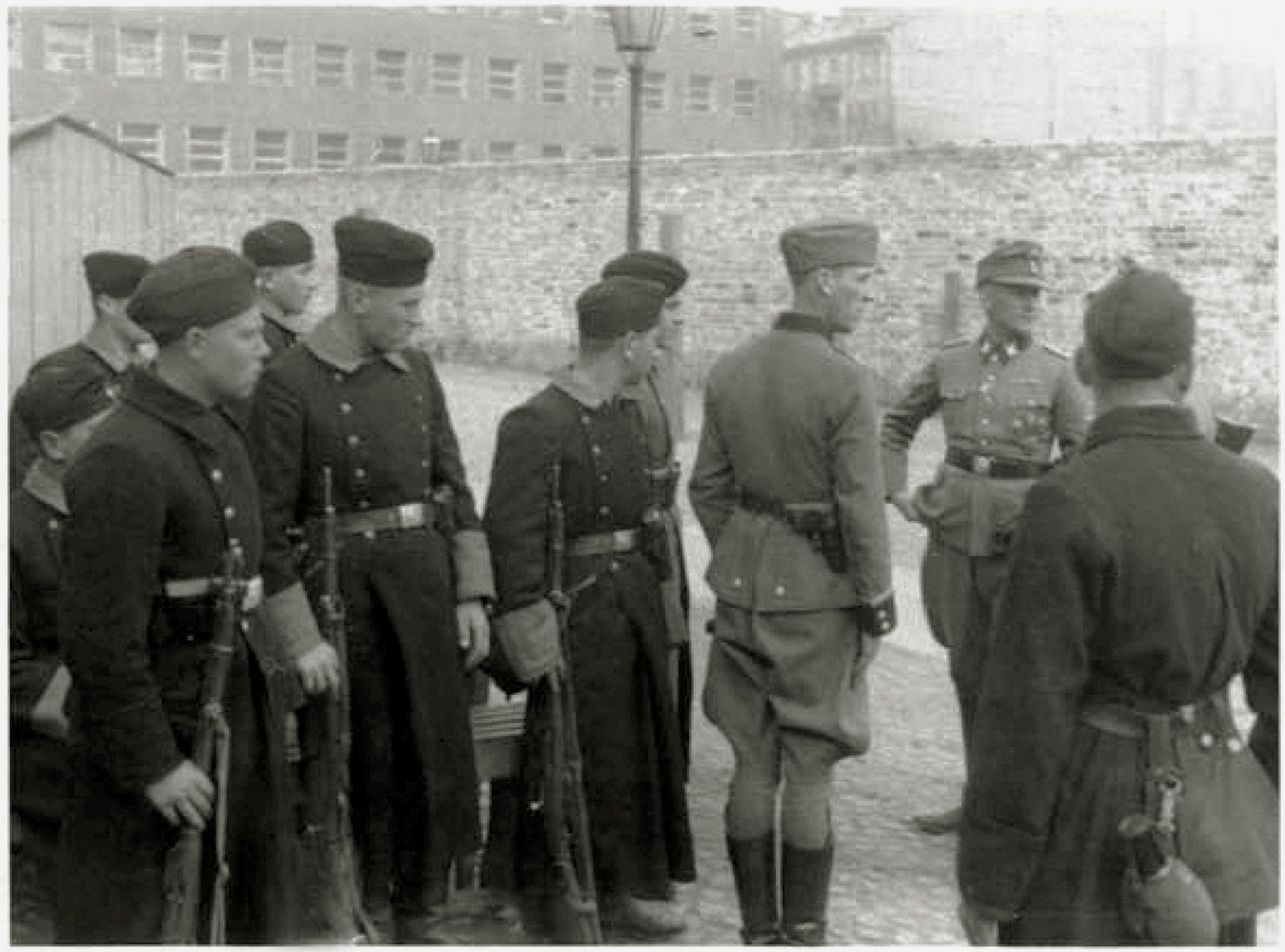
Tiradores de Trawniki durante el Levantamiento del gueto de Varsovia, con Jürgen Stroop (a la derecha), 1943 en la Umschlagplatz, con Stawki 5/7 en la parte posterior. Sus abrigos militares provenían del excedente de las Allgemeine-SS que ya no usaban las SS alemanas.

El Hauptsturmführer Karl Streibel (escribió Browning) asignó a los tiradores Hiwi a lo peor del "trabajo sucio in situ", por lo que los alemanes del Batallón 101 de la Policía de Reserva paralela de la Ordnungspolizei de Hamburgo "no se volverían locos" con el horror de la muerte durante horas o días sin fin. Los Trawnikis solían llegar en escuadrones que contaban con alrededor de 50 en el lugar de la matanza, y comenzaban sentándose ante un sándwich y botellas de vodka de sus mochilas y se comportaban como invitados, mientras que los alemanes lidiaban con multitudes rebeldes de miles de habitantes del gueto: como en Międzyrzec , Łuków, Radzyń, Parczew, Końskowola, Komarówka y todos los demás lugares.
Los hombres de Trawniki disparaban tan rápido y tan salvajemente que los policías alemanes "frecuentemente tenían que ponerse a cubierto para evitar ser golpeados". Los Hiwis ucranianos fueron percibidos como indispensables. En Lomazy, los alemanes estaban "encantados" de verlos venir después de la desordenada masacre de Józefów que traumatizó permanentemente a los verdugos no entrenados. La ola de asesinatos en masa de judíos del gueto de Międzyrzec Podlaski que duró sin parar durante varios días fue realizada por el batallón Trawniki de aproximadamente 350 a 400 hombres, igual que en Parczew, o el gueto de Izbica. Algunos oficiales de la Ordnungspolizei nazi se sintieron incómodos por matar a polacos no judíos. Su unidad disparó a 4.600 judíos en septiembre de 1942, pero desproporcionadamente a solo 78 polacos étnicos. En contraste, los Hiwis vieron a los polacos cristianos como delincuentes. Cuando se emborracharon demasiado para presentarse en Aleksandrów, el mayor Wilhelm Trapp ordenó la liberación de prisioneros detenidos para su ejecución en masa.

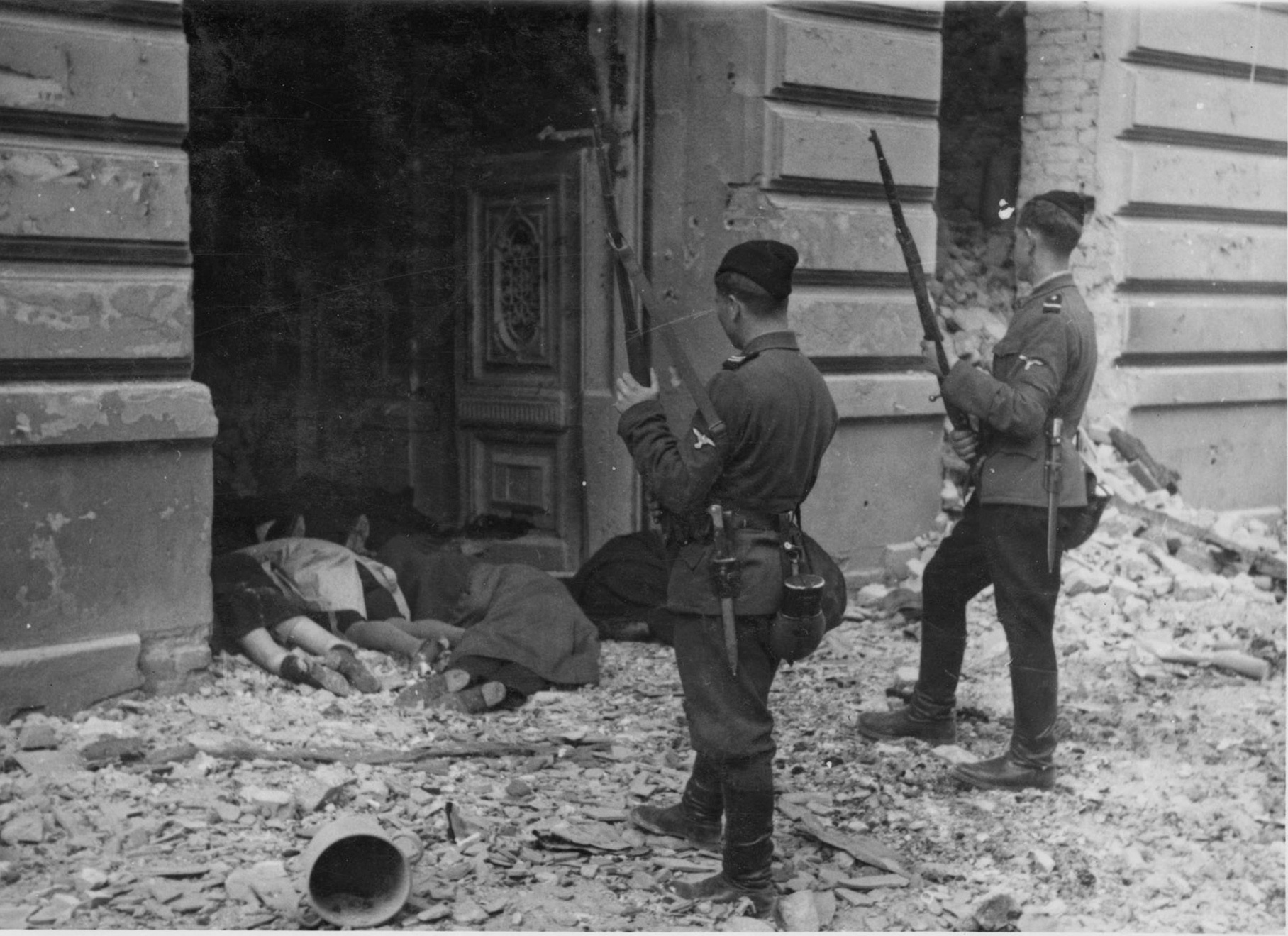
Hombres de Trawniki durante la destrucción del gueto de Varsovia en Zamenhofa 42/Kupiecka 18. Foto del Informe Stroop, mayo de 1943.

El SS-Gruppenführer Jürgen Stroop, quien estuvo a cargo de la represión del alzamiento del Gueto de Varsovia y la destrucción metódica del propio gueto, responsable de la masacre de más de 50.000 judíos polacos, comentó más tarde en una entrevista en la prisión con Kazimierz Moczarski, publicado en su edición original en polaco de las conversaciones con un verdugo:
| Utilizábamos la palabra 'askaris' para los voluntarios que sirven con nuestras fuerzas auxiliares en las SS, reclutados de las poblaciones indígenas en las áreas conquistadas en Europa del Este. Eran, en principio, letones, lituanos, bielorrusos y ucranianos. Fueron entrenados en el 'SS-Ausbildungslager-Trawniki' cerca de Lublin. No hicieron lo mejor de los soldados, aunque eran nacionalistas y antisemitas. Jóvenes, a menudo sin educación primaria, culturalmente salvajes, con tendencia a hacer trampas. Pero obedientes, físicamente duros y firmes contra el enemigo. Muchos 'askaris' que utilizamos durante la 'Grossaktion' (especialmente en sus etapas iniciales) eran letones. No entendían polaco y, por lo tanto, no podían comunicarse con la gente de Varsovia. Esto era exactamente lo que queríamos. También los llamamos "hombres de Trawniki". |  | Myśmy nazywali "askarisami" ochotników do służb pomocniczych w SS, którzy rekrutowali się z ludności autochtonicznej na terenach zdobytych w Europie Wschodniej. Byli to w zasadzie Łotysze, Litwini, Białorusini i Ukraińcy. Przeszkalano ich w SS-Ausbildungs-lager-Trawniki pod Lublinem. Nie najlepsi żołnierze, choć nacjonaliści i antysemici. Młodzi, bez podstawowego najczęściej wykształcenia, o kulturze dzikusów i skłonnościach do kantów. Ale posłuszni, wytrwali fizycznie i twardzi wobec wroga. Wielu "askarisów" użytych w Grossaktion (szczególnie we wstępnych działaniach) to Łotysze. Nie znali języka polskiego, więc trudno im się było porozumiewać z ludnością Warszawy. A o to nam szło. Nazywaliśmy ich również Trawniki-Männer. |

El personal de Trawniki también se utilizó en la represión de agosto de 1943 del levantamiento del gueto de Białystok, así como en el levantamiento menos conocido del gueto de Mizocz de octubre de 1942, entre otros similares. En otros lugares, las listas compiladas por el local ucraniano Hilfsverwaltung les permitió identificar rápida y precisamente sus objetivos judíos.

## Acciones posteriores
El campo de entrenamiento de Trawniki fue desmantelado en julio de 1944 debido a la proximidad de la primera línea. Los últimos 1.000 Hiwis que formaron el Batallón SS Streibel liderado por el propio Karl Streibel fueron transportados al oeste para continuar sus acciones en los campos de exterminio que aún funcionaban. Los judíos del campo de trabajo adyacente de Trawniki fueron masacrados en noviembre de 1943 durante la Aktion Erntefest. Sus cuerpos exhumados fueron incinerados en la Sonderaktion 1005 por un Sonderkommando de Milejów que, a su vez, fueron ejecutados en el lugar al finalizar su tarea a fines de 1943. Los soviéticos ingresaron a las instalaciones de entrenamiento completamente vacías el 23 de julio de 1944. Después de la guerra, capturaron y enjuiciaron a cientos, posiblemente hasta mil Hiwis que regresaron a su hogar en la URSS según la Enciclopedia del Holocausto. El número más conservador de juicios dados por Kudryashov es superior a 140 entre 1944 y 1987. La mayoría de los acusados fueron condenados a un Gulag y liberados bajo la amnistía de Jruschov de 1955.
El número de Hiwis juzgados en Occidente fue muy pequeño en comparación. Seis acusados fueron absueltos de todos los cargos y puestos en libertad por un tribunal de Alemania Occidental en Hamburgo en 1976, incluido el comandante Streibel. La principal diferencia entre ellos y los Trawnikis detenidos en Rusia fue que los primeros alegaron falta de conciencia y no dejaron testigos vivos que pudieran testificar contra ellos, mientras que los segundos fueron acusados de traición y, por lo tanto, estaban condenados desde el principio. En los Estados Unidos, unos 16 exguardias Hiwi fueron desnaturalizados.